# Sappho Point
Sappho Point är en udde i Sydgeorgien och Sydsandwichöarna (Storbritannien). Den ligger i den nordvästra delen av Sydgeorgien och Sydsandwichöarna.
Terrängen inåt land är kuperad. Havet är nära Sappho Point åt nordost.